# Брачёв, Антон Анатольевич
Антон Анатольевич Брачёв (род. 10 мая 1990) — украинский, а впоследствии российский самбист и дзюдоист, призёр чемпионатов Украины по дзюдо, чемпион и призёр чемпионатов России по дзюдо, победитель и призёр чемпионатов мира среди военнослужащих по дзюдо, чемпион России по самбо, бронзовый призёр чемпионатов Европы и мира по самбо. Выступает в тяжёлой весовой категории (свыше 98-100 кг).

## Карьера
В 2010 году стал бронзовым призёром чемпионата Украины, а на следующий год поднялся на пьедестале на ступеньку выше. В 2012 году снова стал серебряным призёром. С 2015 года выступает на чемпионатах России. Чемпион (2019), серебряный (2015, 2018) и бронзовый (2016) призёр чемпионатов России. Чемпион (2018) и серебряный (2016) призёр чемпионатов мира среди военнослужащих. Бронзовый призёр Всемирных военных игр 2019 года в Ухани. Серебряный призёр летней Универсиады 2017 года в Тайбэе.

## Спортивные результаты
- Чемпионат Украины по дзюдо 2010 года — ;
- Чемпионат Украины по дзюдо 2011 года — ;
- Чемпионат Украины по дзюдо 2012 года — ;
- Чемпионат России по дзюдо 2015 года — ;
- Чемпионат России по дзюдо 2016 года — ;
- Чемпионат России по дзюдо 2018 года — ;
- Чемпионат России по дзюдо 2019 года — ;
- Кубок России по дзюдо 2021 года — ;
- Чемпионат России по самбо 2022 года — ;
- Самбо на Всероссийской спартакиаде 2022 — ;
- Кубок России по самбо 2024 — ;